# قلعه ناظر
قلعه ناظر، روستایی از توابع بخش کرون شهرستان تیران و کرون در استان اصفهان ایران است.

## آب و هوا
میزان بارندگی در این روستا به طور میانگین ۲۲۰ میلی متر می باشد و بخاطر نزدیکی به دالانکوه از آب و هوایی معتدل با زمستان های سرد برخوردار می باشد.

## کشاورزی
از محصولات کشاورزی این روستا  می توان به گندم ، جو ، سیر ، موسیر ، زعفران، انگور، صیفی جات و ... اشاره کرد. همچنین این روستا از مهم ترین رویشگاه های طبیعی گیاه کنگر در غرب استان اصفهان می باشد.

## جمعیت
این روستا در دهستان کرون علیا قرار دارد و براساس سرشماری مرکز آمار ایران در سال ۱۳۸۵، جمعیت آن ۱٬۲۴۱ نفر (۳۱۵خانوار) بوده‌است.

## معرفی
قلعه ناظر یکی از قدیمی ترین روستا های بخش کرون می باشد که علت نامگذاری ان به قلعه ناظر وجود قلعه قدیمی در وسط این روستا بوده که اکنون تنها بخش های ناچیزی از آن به جا مانده است.